# Ровенка (Крым)
Ро́венка (до 1948 года Кирк Неме́цкий; укр.  Ровенка, крымскотат. Qırq, Къыркъ) — село в Советском районе Республики Крым, входит в состав Дмитровского сельского поселения (согласно административно-территориальному делению Украины — Дмитровского сельского совета Автономной Республики Крым).

## Население
| 2001 | 2014 |
| ---- | ---- |
| 398  | ↘369 |

Всеукраинская перепись 2001 года показала следующее распределение по носителям языка
| Язык             | Процент |
| ---------------- | ------- |
| русский          | 51.26   |
| крымскотатарский | 29.9    |
| украинский       | 18.34   |
| другие           | 0.25    |

### Динамика численности
| - 1905 год — 35 чел. - 1915 год — 24/8 чел. - 1926 год — 113 чел. - 1939 год — 190 чел. | - 1989 год — 368 чел. - 2001 год — 398 чел. - 2009 год — 230 чел. - 2014 год — 369 чел. |

## Современное состояние
На 2017 год в Ровенке числится 3 улицы — 40 лет Победы, Новая и Парковая; на 2009 год, по данным сельсовета, село занимало площадь 41,2 гектара на которой, в 128 дворах, проживало 230 человек. В селе действует сельский клуб, фельдшерско-акушерский пункт. Ровенка связана автобусным сообщением с райцентром, Симферополем и соседними населёнными пунктами.

## География
Ровенка — село на севере района, в степном Крыму, у границы с Нижнегорским районом, высота над уровнем моря — 9 м. Ближайшие сёла — Дмитровка в 4,7 км на восток и Некрасовка в 3,7 км на юг. Райцентр Советский — примерно в 20 километрах (по шоссе), там же ближайшая железнодорожная станция — Краснофлотская (на линии Джанкой — Феодосия). Транспортное сообщение осуществляется по региональной автодороге 35Н-579 Советский — Дмитровка (по украинской классификации — С-0-11422).

## История
Кырк немецкий был основан в Андреевской волости Феодосийского уезда крымскими немцами лютеранами, выходцами из бердянских колоний, на 1000 десятинах арендованной земли в 1890 году и к 1905 году имел население 35 человек. По Статистическому справочнику Таврической губернии. Ч.II-я. Статистический очерк, выпуск пятый Феодосийский уезд, 1915 год, на хуторе Кырк немецкий Андреевской волости Феодосийского уезда числилось 4 двора (все дворы с землёй) с немецким населением в количестве 24 человек приписных жителей и 8 — «посторонних», из которых 13 мужчин и 19 женщин. Жители владели 1500 десятинами удобной земли. В хозяйствах имелось 84 лошади, 137 волов, 33 коровы и 348 голов мелкого скота. Согласно списку 1915 года «…русских подданных из австрийских, венгерских или германских выходцев» землевладельцев, опубликованном в газете «Таврические губернские ведомости» в апреле 1915 года, при деревне Кирк значатся крымские немцы: Гагенлех Альберт Готфридович, имевший 100 десятин земли, Кильбирер Иоганес Вильгельмович — 175 дес., Лизе Негр Петрович — 150 дес. и Фромиллер Теодор Христианович — 200 дес..
После установления в Крыму Советской власти, по постановлению Крымревкома № 206 «Об изменении административных границ» от 8 января 1921 года была упразднена волостная система и село вошло в состав Ичкинского района Феодосийского уезда, а в 1922 году уезды получили название округов. 11 октября 1923 года, согласно постановлению ВЦИК, в административное деление Крымской АССР были внесены изменения, в результате которых округа были отменены, Ичкинский район упразднили, включив в состав Феодосийского в состав которого включили и село. Согласно Списку населённых пунктов Крымской АССР по Всесоюзной переписи 17 декабря 1926 года, в селе Кирк (немецкий), Белокошского сельсовета Феодосийского района, числилось 19 дворов, из них 18 крестьянских, население составляло 113 человек, из них 96 немцев и 17 русских, действовала немецкая школа I ступени (пятилетка). Постановлением ВЦИК «О реорганизации сети районов Крымской АССР» от 30 октября 1930 года Феодосийский район был упразднён и был создан Сейтлерский район (по другим сведениям 15 сентября 1931 года), в который включили село, а с образованием в 1935 году Ичкинского — в состав нового района. По данным всесоюзной переписи населения 1939 года в селе проживало 190 человек. Вскоре после начала Великой Отечественной войны, 18 августа 1941 года крымские немцы были выселены, сначала в Ставропольский край, а затем в Сибирь и северный Казахстан.
После освобождения Крыма от фашистов, 12 августа 1944 года было принято постановление № ГОКО-6372с «О переселении колхозников в районы Крыма» и в сентябре 1944 года в район приехали первые новоселы (180 семей) из Тамбовской области, а в начале 1950-х годов последовала вторая волна переселенцев из различных областей Украины. С 25 июня 1946 года Кирк в составе Крымской области РСФСР. Указом Президиума Верховного Совета РСФСР от 18 мая 1948 года, Кирк немецкий переименовали в Ровенку. 26 апреля 1954 года Крымская область была передана из состава РСФСР в состав УССР. Время включения в Некрасовский сельсовет пока не установлено: на 15 июня 1960 года село уже числилось в его составе.
Указом Президиума Верховного Совета УССР «Об укрупнении сельских районов Крымской области», от 30 декабря 1962 года Советский район был упразднён и село присоединили к Нижнегорскому. Тогда же был упразднён Дмитровский сельсовет и Ровенку, ранее в нём состоявшую, включили в состав Некрасовского. 8 декабря 1966 года Советский район был восстановлен и село вновь включили в его состав. В июне 1975 года был возрождён Дмитровский сельсовет, в который вновь включили Ровенку. По данным переписи 1989 года в селе проживало 368 человек. С 12 февраля 1991 года село в восстановленной Крымской АССР, 26 февраля 1992 года переименованной в Автономную Республику Крым. С 21 марта 2014 года в составе Крыма аннексирована Россией.